# تپه اورتا یولی
تپه اورتا یولی مربوط به هزاره اول قبل از میلاد - سده‌های میانه دوران‌های تاریخی پس از اسلام است و در شهرستان ورزقان، بخش مرکزی، دهستان ازومدل جنوبی، ۱ کیلومتری شمال روستای روادانق واقع شده و این اثر در تاریخ ۲۷ بهمن ۱۳۸۷ با شمارهٔ ثبت ۲۴۵۰۶ به‌عنوان یکی از آثار ملی ایران به ثبت رسیده است.